# Joël Cornette
Pour les articles homonymes, voir Cornette.
Joël Cornette, né le 14 octobre 1949 à Brest, est un historien français.
Ses travaux portent sur la France de l'Ancien Régime et plus spécifiquement sur la monarchie, notamment au XVIIe siècle. Une partie de ses recherches, depuis sa maîtrise centrée sur les cahiers de doléances de la sénéchaussée de Ploërmel à la veille de la Révolution, est consacrée à l'histoire de la Bretagne, plus particulièrement entre le XVIe et le XVIIIe siècle. Une part importante de ses activités concerne la diffusion du savoir et de la recherche historiques dans le cadre d'un travail de direction éditoriale (Belin, Champ Vallon).

## Biographie
Joël Cornette fait ses études aux lycées de Saint-Marc et de Kérichen, en lettres supérieures, à Brest (1968-1969), puis en première supérieure au lycée Camille-Jullian à Bordeaux (1969-1971). Il est élève de l'École normale supérieure de Fontenay-Saint-Cloud (1971-1975), et passe l'agrégation en 1974. Il obtient son doctorat en histoire en 1982, à l'Ecole des Hautes études en sciences sociales, à l'issue d'une thèse centrée sur les registres manuscrits (3890 lettres) d'un négociant gaillacois vivant de l'Ancien Régime à la Restauration, thèse placée sous la direction d'Emmanuel Le Roy Ladurie. Ce travail de recherche est devenu un livre : Un révolutionnaire ordinaire, Benoît Lacombe, négociant, 1759-1819, paru en 1986, aux éditions Champ Vallon, premier titre de la collection « Époques ».
Joël Cornette a été successivement professeur au lycée de Gonesse (1976-1985) - lycée René Cassin -, puis chargé de cours, assistant et maître de conférences à l'université Paris I-Sorbonne (1985-1995).
Habilité à diriger des recherches en 1995 (sur le thème De la personne à l'État, centré sur La Mélancolie du pouvoir, les Mémoires d'Omer Talon, avocat général au Parlement de Paris, publié aux éditions Fayard en 1998), il a été, de 1996 à 2017, professeur à l'université de Paris-VIII Vincennes-Saint-Denis. Depuis septembre 2017, il est professeur émérite des Universités.
Depuis 1993, il fait partie du comité scientifique de la revue L'Histoire dans laquelle il a écrit plus d'une centaine d'articles et coordonné des numéros thématiques (Versailles, Louis XIV, la Bretagne).
Il a été membre du comité de rédaction de la Revue de synthèse (1988-2003).
De 1988 à 1998, il a été membre du jury du concours d'entrée à l'École normale supérieure (Saint-Cloud-Fontenay, Lyon), puis de l'agrégation, de 1999 à 2002 (écrit, oral) et de 2005 à 2008 (vice-président).
Il dirige, depuis 1986, la collection « Époques » aux éditions Champ Vallon (plus de cent cinquante titres parus), qui publie en particulier des thèses de jeunes chercheurs, des recherches et des essais originaux.
Aux éditions Armand Colin, il a dirigé la collection "Campus" (manuels universitaires) : une dizaine de titres, dont le premier manuel d'histoire des femmes (Yannick Ripa, Les Femmes, actrices de l'histoire. France, 1789 à nos jours, 2010). De même, aux éditions Belin, il a dirigé la collection « Atouts » (manuels universitaires).
Toujours chez Belin, il a conçu et dirigé :
- Une Histoire de France en 13 volumes, avec la collaboration de Jean-Louis Biget pour l'histoire médiévale et de Henry Rousso pour l'histoire contemporaine (parution entre 2009 et 2012). Plus de 350 000 exemplaires vendus, toutes éditions confondues, à la date de 2022[3]. Cette histoire a été rééditée en collection de poche, aux éditions Gallimard (coll. « Folio »), à partir de 2019.
- La collection "Mondes Anciens", en 17 volumes, dont les deux premiers tomes, Préhistoires d'Europe (écrit par Anne Lehoërff) et L'Égypte des Pharaons (écrit par Damien Agut et Juan Carlos Moreno-Garcia), sont parus en 2016, suivis de la Mésopotamie (Francis Joannès, Bertrand Lafont, Philippe Clancier, Aline Tenu), L'Afrique ancienne (François-Xavier Fauvelle), Rome (Patrice Faure, Nicolas Tran), Naissance de la Grèce (Julien Zurbach, Maria Cecilia d'Ercole, etc.
- La collection "Références", dont les premiers volumes, Histoire des polices en France, sous la direction de Vincent Milliot, et Histoire féminine de la France, de Yannick Ripa, sont parus en février et septembre 2020.

En 2010, il a été commissaire de l'exposition organisée à la basilique de Saint-Denis dans le cadre du festival de Saint-Denis et de la commémoration du quadricentenaire de l'assassinat d'Henri IV : Henri IV à Saint-Denis : Chronique d'événements prodigieux (juin 2010-mars 2011). À l'occasion de cette exposition, il a publié : Henri IV à Saint-Denis. De l'abjuration à la profanation, Paris, Belin, 2010.
En 2012, il a participé, avec Anne-Marie Helvétius et Boris Bove, à l'organisation de l'exposition Saint Denis. À en perdre la tête, à la basilique de Saint-Denis (juin-octobre 2012).
Depuis 2018, il fait partie du jury du nouveau Prix Château de Versailles du livre d'histoire.
Il a participé à plusieurs émissions de la série "Secrets d'histoire" (Stéphane Bern) : Louis XIV (trois émissions), Mazarin, Madame de Maintenon, Henri III, Madame de Montespan, Vauban.
Joël Cornette s'est aussi exprimé en faveur de la réunification administrative du département de la Loire-Atlantique avec la région Bretagne, estimant que cette séparation était « une absurdité historique ».
Pour commémorer les trente ans de la parution du Roi de guerre. Essai sur la souveraineté dans la France du Grand siècle (Payot, 1993), un colloque international s'est déroulé au château de Versailles, les 13, 14 et 15 décembre 2023, sous la direction d'Isaure Boitel, d'Emilie Dosquet et de Mathieu Da Vinha : "Le roi de guerre. De l'incarnation militaire du pouvoir dans l'Europe moderne."

## Honneurs et distinctions

### Décorations
- Officier de l'ordre des Palmes académiques en 2018 ; chevalier en 2012.
- Chevalier de l'Ordre de l'Hermine en 2023[5]

### Prix
À propos de l'auteur et du livre Histoire de la Bretagne et des Bretons (2005), Marc Fumaroli précise : "il est d'autant plus remarquable qu'il ait, quittant le point de vue du centre pour celui de la périphérie, édifié un monument à l'histoire du duché de Bretagne. Sur une très longue durée, depuis ses origines jusqu'à nos jours, en passant par la transformation du duché en province, de la province en départements. Cette gageure est à l'origine d'un chef-d'œuvre, à la fois de science et de style" (discours sur les prix littéraires, par M. Yves Pouliquen, membre de l'Académie française, lors de la séance publique de remise des prix, le jeudi 20 novembre 2006).
- En 2006 : grand prix d'histoire de l'Académie française (grand prix Gobert) pour son Histoire de la Bretagne et des Bretons (deux vol., Le Seuil, 2005 ; réed. « Point-Seuil », 2008), et pour l'ensemble de son œuvre[6].
- En 2011 : prix Madeleine-Laurain-Portemer décerné par l'Académie des Sciences morales et politiques, à l'occasion de la publication des treize volumes de l'Histoire de France aux éditions Belin (2009-2012), et pour l'ensemble de son œuvre.
- En 2015 : prix Triskell Ar Vro (Le Pays, la Bretagne) du Salon du livre en Bretagne de Vannes pour Histoire illustrée de la Bretagne et des Bretons (Seuil, 2015).
- En 2021 : Trophée de la Biographie Gonzague Saint-Bris pour Anne de Bretagne (Gallimard, 2021).
- En 2022 : Prix du livre d'histoire "Provins-Moyen Age" pour Anne de Bretagne (Gallimard, 2021).
- En 2023. 7 octobre, attribution, à Dinan, du Collier de l'Hermine, qui récompense, chaque année, quatre personnes « qui ont œuvré pour la Bretagne, son identité, sa culture ». Le récipiendaire n'ayant pu être présent lors de la cérémonie, la récompense lui a été remise lors du Festival du livre de Carhaix, le 29 octobre 2023[7].

## Publications
- Un révolutionnaire ordinaire. Benoît Lacombe, négociant (1759-1819), préface d'Emmanuel Le Roy Ladurie, Seyssel, Champ Vallon, coll. "Époques", 1986 (version réécrite d'une thèse de doctorat, soutenue en 1982).
- Les Aventures de Jean Conan/Avanturio ar Citoien Jean Conan, éditions Skol Vreizh, 1990 (participation).
- Le roi de guerre : essai sur la souveraineté dans la France du Grand Siècle, Paris, Payot, coll. « Bibliothèque historique », 1993, 488 p. (ISBN 2-228-88691-2). Le roi de guerre : essai sur la souveraineté dans la France du Grand Siècle, Paris, Payot & Rivages, coll. « Petite bibliothèque Payot » (no 391), 2000, 486 p., poche (ISBN 2-228-89364-1, présentation en ligne). troisième édition, 2010 ; quatrième édition, 2021.
- Versailles au siècle de Louis XIV, Paris, Réunions des Musées nationaux, Textuel, 1993 (coordination et participation).
- L’État classique, 1652-1715. Regards sur la pensée politique dans la France dans la seconde moitié du XVIIe siècle, Paris, Vrin, 1996 (codirection avec Henry Méchoulan).
- Le Pouvoir de la pierre, film documentaire sur Versailles, réalisé par Gérard Poitou, Ateliers de diffusion audiovisuelle et Arlequin Vidéo, 1996.
- Chronique du règne de Louis XIV, Paris, Sedes, 1997.
- La France de la Monarchie absolue (direction et participation), Paris, Le Seuil, L'Histoire, 1997.
- La Mélancolie du pouvoir. Omer Talon et le procès de la raison d'État, Fayard, 1998 (version réécrite d'une habilitation à diriger des recherches, soutenue en 1995).
- Le Livre et le glaive. Chronique de la France au XVIe siècle, Paris, Armand Colin / Sedes, 1999.
- Versailles, le palais du roi Louis XIV, Paris, Sélection du Reader's Digest, 1999.
- Le XVIIe siècle. Histoire artistique de l'Europe, sous la direction de Georges Duby et Michel Laclotte, Paris, Seuil, 1999 (participation).
- Les Années cardinales, Chronique de la France, 1599-1652, Paris, Armand Colin, 2000.
- Histoire de la France politique, tome 2. La Monarchie entre Renaissance et Révolution (direction et participation), Paris, Seuil, 2000.
- Versailles et la monarchie de Louis XIV. CD, dans la collection "De Vive Voix", 2001.
- Palais et pouvoir. De Constantinople à Versailles (codirection, avec Marie-France Auzépy), Saint-Denis, Presses Universitaires de Vincennes, 2003.
- Souverains et rois de France (avec Claude Gauvard et Emmanuel Fureix), Paris, Le Chène, 2005 ; réed. 2008.
- Histoire de la Bretagne et des Bretons, deux volumes, Paris, Seuil, 2005 ; réed. "Points Seuil", 2008 (grand prix d'histoire de l'Académie française, 2006 ; livre classé deuxième au prix d'histoire du Sénat, 2006).
- Versailles, le pouvoir de la pierre (direction et participation), Paris, Tallandier, 2006.
- Vauban, le vagabond du roi, docu-fiction réalisé par Jacques Tréfouël, Les Films du Lieu-dit, DVD (participation : entretien filmé sur Vauban et ses relations avec Louis XIV dans les bonus du DVD), 2007.
- Mémoires de Louis XIV, suivis de Manière de montrer les jardins de Versailles (présentation), Paris, Tallandier, "Texto", 2007.
- Des images dans l'histoire (codirection, avec Marie-France Auzépy), Saint-Denis, Presses universitaires de Vincennes, 2008.
- Le Repas des paysans des frères Le Nain, Armand Colin, coll. Une œuvre, une histoire, 2008.
- Le Marquis et le Régent. Une conspiration bretonne à l'aube des Lumières, avec la collaboration d'Éva Guillorel et de l'association Dastum, Tallandier, 2008. Ce livre est accompagné d'un CD comportant seize versions de la gwerz du marquis de Pontcallec (Gwerz Marv Pontkalleg) dont une partie est issue du collectage réalisé dans les années 1950 par Donatien Laurent.
- Louis XIV, Paris, Le Chêne, 2e édition, 2009 [2007].
- Le Roi de guerre, Paris, Payot, 2010 (3e édition).
- Henri IV à Saint-Denis. De l'abjuration à la profanation, Paris, Belin, 2010.
- Histoire du poil (codirection, avec Marie-France Auzépy), Paris, Belin, 2011 ; réédition, édition de poche, Belin, 2017.
- Histoire de France, en treize volumes (codirection avec Jean-Louis Biget et Henry Rousso), Paris, Belin, 2009-2012.
- Versailles (direction et participation), Paris, Pluriel/L'Histoire, 2012.
- Histoire de France. Atlas, Paris, Belin, 2012 (direction, participation : rédaction de la partie texte).
- Le grand atelier de l'Histoire de France, Paris, Belin, 2012 (direction). Tome 1 : Le Moyen Âge (481-1453) ; tome 2 : Les Temps modernes (1453-1815) ; tome 3 : L'époque contemporaine (1815-2005).
- Histoire illustrée de la Bretagne et des Bretons, Paris, Seuil, 2015. Prix Triskell Ar Vro 2015 (le pays, la Bretagne) du Salon du livre en Bretagne de Vannes.
- La mort de Louis XIV : apogée et crépuscule de la royauté, Paris, Éditions Gallimard, coll. « Les journées qui ont fait la France », 2015, 367 p. (ISBN 978-2-07-078120-1, présentation en ligne). Livre retenu dans la liste des finalistes du prix Femina essai, 2015, et dans celle du prix d'histoire du Sénat, 2016 (classement final : second).
- Affirmation de l'État absolu. 1492-1652. Histoire de France, Paris, Hachette Supérieur, coll. Carré Histoire, 9e édition, revue et augmentée, 2016 [1993].
- Absolutisme et Lumières. 1652-1783. Histoire de France, Paris, Hachette Supérieur, coll. Carré Histoire, 8e édition, revue et augmentée, 2016 [1992].
- La Bretagne révoltée de 1675 et de 2013. Colère rouge et concordance de temps, Sarzeau, Centre d'histoire de Bretagne/Kreizenn Istor Breizh, 2016.
- La mort des rois. De Sigismond (523) à Louis XIV (1715), co-direction, et contribution, avec Anne-Marie Helvétius, Saint-Denis, Presses Universitaires de Vincennes, 2017.
- (dir.), La Bretagne, une aventure mondiale, Paris, Tallandier, 2018.
- Le Grand Hyver 1709, Nathalie Sergeef, Philippe Xavier, Joël Cornette, Glénat, 2018. Réalisation du cahier historique (40 pages) qui suit la bande dessinée.
- Histoire de France (dir.), parution des premiers tomes de l'Histoire de France en treize volumes publiée entre 2009 et 2012 par Belin en édition de poche (La France avant la France, Féodalités, Les Grandes Guerres), dans une édition refondue et actualisée, Gallimard, coll. « Folio », 2019.
- Atlas historique de la France, sous la direction de Christian Grataloup, Les Arènes, 2020. Participation et préface.
- Anne de Bretagne, Paris, Biographies NRF Gallimard, 2021. Ce livre a obtenu, le 6 décembre 2021, le Trophée de la Biographie Gonzague Saint-Bris ; en septembre 2022, le prix "Provins-Moyen-Age".
- Le Roi absolu. Une obsession française. 1515-1715, Paris, Tallandier, 2022.
- L'Histoire de la Bretagne pour les Nuls, Paris, First éditions, 2022.

- Histoire de la rue, de l'Antiquité à nos jours, avec Danielle Tartakowsky, Emmanuel Fureix, Claude Gauvard et Catherine Saliou, Paris, Tallandier, 2022.
- Une brève histoire de l'identité bretonne. De Himilcon à nos jours, Paris, Tallandier, 2023 ; édition revue et augmentée, Texto, 2024.
- Affirmation de l'Etat absolu. 1483-1652. Histoire de France, Hachette Supérieur, 10e édition, revue et augmentée, 2024.
- Absolutisme et Lumières. 1652-1783.  Histoire de France, Hachette Supérieur, 9e édition, revue et augmentée, 2024.
- Anne d'Autriche. La régente absolue, Gallimard, 2025.
- Préface inédite à la réédition du Cheval d'orgueil de Pierre-Jakez Hélias, Plon, "Terre humaine", 2025.